# Tre franchi di pietà
Pour plus de détails, voir Fiche technique et Distribution.
Tre franchi di pietà est un film dramatique italien sorti en 1966, réalisé par Luigi Batzella, sous le pseudo de Paull' Hamus.

## Synopsis
Gasparre, un vendeur ambulant, invente des histoires chaque fois qu'il a quelqu'un pour l'écouter. Un jour, un auditeur le prend au sérieux, et croyant que Gasparre avait réellement trouvé un trésor, l'agresse pour lui arracher le secret de sa cachette. Dans le combat, l'agresseur meurt accidentellement. Gasparre, considéré comme un meurtrier, se cache dans une grotte grâce à Stene, un jeune berger solitaire, qui garde les brebis de Nicola. Le garçon s'attache à cet étrange compagnon et à ses histoires. Arrive en ville un petit mendiant, témoin de la fatale nuit du combat. Gasparre croit que ses souffrances sont terminées. Mais les autorités, renseignées par Nicola, tombent inopinément sur Gasparre. Stene entend les coups de feu, et arrive à temps pour dire au revoir à son ami mourant. Le garçon hérite de trois francs, la seule fortune du malheureux. Ils l'aideront à acheter l'âne qu'il désire ardemment,.

## Fiche technique
- Titre original italien : Tre franchi di pietà
- Réalisation : Luigi Batzella
- Scénario : Luigi Batzella
- Musique : Narciso Parigi
- Production : FilmEuropa
- Photographie : Ugo Brunelli[2]
- Montage : Luigi Batzella
- Pays de production :  Italie
- Genre : drame
- Durée : 85 min
- Dates de sortie :
  - Italie : 12 décembre 1966[3]

## Distribution
Sauf indication contraire, les informations mentionnées dans cette section peuvent être confirmées par la base de données cinématographiques IMDb,  présente dans la section « Liens externes ».
- Maurice Hendi[1]
- Josef Constantin[1]
- Gino Turini (sous le pseudo de John Braun)[1]
- Margaret York
- Franco Pasquetto (sous le pseudo de Francois Pasqy)[2]
- Dan Stefand[1]